# Cleome parvisepala
Cleome parvisepala är en paradisblomsterväxtart som beskrevs av Heilb.. Cleome parvisepala ingår i släktet paradisblomstersläktet, och familjen paradisblomsterväxter. Inga underarter finns listade i Catalogue of Life.